# Robert Dilts

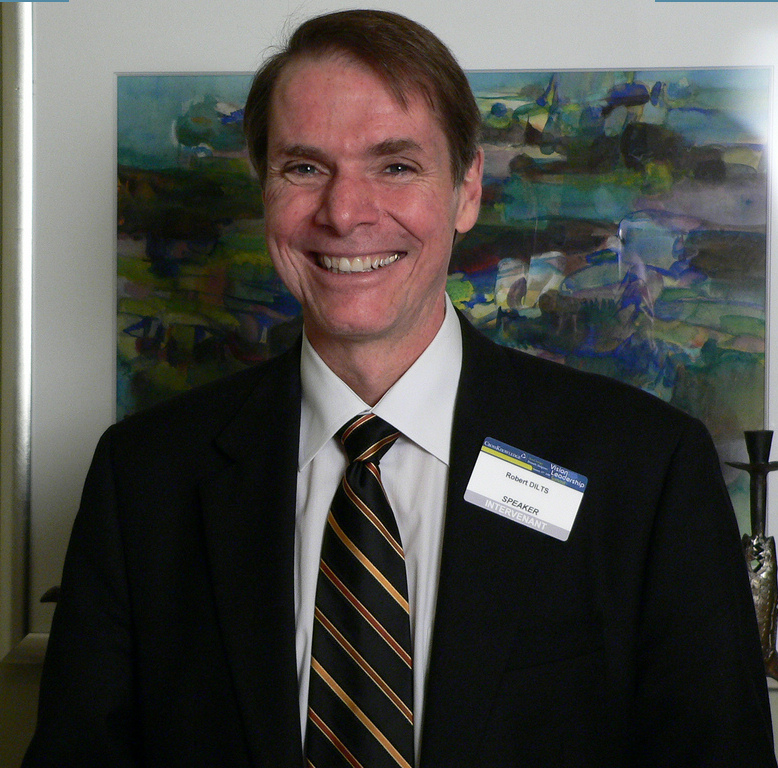
Robert Dilts (2009)

Robert Brian Dilts (* 21. März 1955) ist ein Sachbuchautor, Trainer und Berater im Bereich der pseudowissenschaftlichen Methode des „Neuro-Linguistisches Programmierens“ (NLP).
Robert Dilts gehörte zu der Arbeitsgruppe um John Grinder und Richard Bandler, die Gründer des NLP, und war maßgeblich an der Weiterentwicklung beteiligt. Neben den beiden Gründern des NLP lernte er ebenfalls bei dem amerikanischen Psychologen und Psychotherapeuten Milton H. Erickson und dem Anthropologen Gregory Bateson, die seine weitere Arbeit prägten. Seine Arbeiten enthalten grundlegende Ansätze und Denkweisen zu Strategien und Glaubenssätzen (Überzeugungen). Des Weiteren kombinierte er die Systemische Therapie mit NLP und entwickelte so das „Systemische NLP“.